# Макаров Анатолій Васильович (футболіст)
Анатолій Васильович Макаров (біл. Анатоль Васілевіч Макараў, нар. 10 квітня 1996, Ратомка, Ждановичеська сільрада, Мінський район, Мінська область, Білорусь) — білоруський футболіст, захисник клубу «Торпедо-БелАЗ».

## Клубна кар'єра
Вихованець жодинського «Торпедо-БелАЗ», з 2013 року виступав за дубль клубу, де згодом став ключовим гравцем команди. У 2015 році періодично потрапляв у заявку основної команди, але на поле не виходив. У лютому 2018 року разом зі своїм братом Степаном відправився в оренду до «Слонима-2017», де незабаром став одним з провідних гравців.
У лютому 2019 року перейшов у «Смолевичі». Став гравцем стартового складу й допоміг команді вийти у Вищу лігу. У 2020 році залишився головним гравцем команди у Вищій лізі, але не зміг врятувати «Смолевичі» від вильоту. У грудні 2020 року після закінчення контракту залишив команду.
У січні 2021 року повернувся до «Торпедо-БелАЗа».

## Статистика виступів
| Сезон | Дивізіон | Клуб            | Країна   | Матчі | Голи |
| ----- | -------- | --------------- | -------- | ----- | ---- |
| 2013  | дубль    | «Торпедо-БелАЗ» | Білорусь | 9     | 0    |
| 2014  | дубль    | «Торпедо-БелАЗ» | Білорусь | 31    | 0    |
| 2015  | дубль    | «Торпедо-БелАЗ» | Білорусь | 26    | 5    |
| 2016  | дубль    | «Торпедо-БелАЗ» | Білорусь | 30    | 2    |
| 2017  | дубль    | «Торпедо-БелАЗ» | Білорусь | 30    | 9    |
| 2018  | Д2       | «Слоним-2017»   | Білорусь | 26    | 3    |
| 2019  | Д2       | «Смолевичі»     | Білорусь | 26    | 5    |
| 2020  | Д1       | «Смолевичі»     | Білорусь | 27    | 3    |

## Громадянська позиція
Після жорстокого придушення акцій протесту, спричинених масовими фальсифікаціями президентських виборів 2020 року, побиттям і тортурами затриманих протестуючих, Анатолій та 92 інших білоруських футболісти засудили насильство в Білорусі.

## Титули і досягнення
- Володар Кубка Білорусі (1):

«Торпедо-БелАЗ»: 2022-23